# Tafari Benti
Tafari Benti (en amharique : ተፈሪ በንቲ, romanisé : teferī bentī), né le 11 octobre 1921 à Addis Abeba (Empire éthiopien) et mort le 3 février 1977 dans la même ville, est un militaire et homme d'État éthiopien, président du Derg (la junte militaire ayant succédé à l'Empire éthiopien) de 1974 à 1977. Il est sommairement exécuté sur ordre de son rival Mengistu Haile Mariam, qui lui succède à sa mort.

## Biographie
Tafari Benti est né près d'Addis-Abeba. Il rejoint l'armée éthiopienne à l'âge de 20 ans, est diplômé de l'académie militaire de Holeta Genet et sert dans les deuxième, troisième et quatrième divisions. En 1967, il est attaché militaire à Washington, DC, où il est victime de discrimination raciale avec plusieurs autres collègues éthiopiens.[réf. nécessaire]
Dans la soirée du 23 novembre 1974, le charismatique lieutenant général Aman Andom, président de l'Éthiopie et qui est en lutte pour le pouvoir avec les autres membres du Derg, est tué lors d'une fusillade à son domicile. Mengistu Haile Mariam est président par intérim jusqu'à ce que le Derg nomme Tafari Benti à ce poste. Il est alors brigadier général de la quatrième division, basée à Asmara.
Au cours de son mandat, il constitue le visage public du Conseil du gouvernement, prononçant les annonces publiques du Derg. Parmi celles-ci figure l'annonce du 11 septembre 1975, dans laquelle il est déclaré que le Derg créerait un parti politique pour soutenir ses objectifs, aligné sur le Parti communiste de l'Union soviétique. Pendant son gouvernement, en mai 1975, la monarchie est finalement officiellement abolie, proclamant son remplacement par un gouvernement socialiste d'inspiration marxiste-léniniste.
Au sein du Derg, Tafari Benti occupe le poste de président et donc de chef d'État, mais c'est le vice-président Mengistu Haile Mariam qui s'affirme progressivement comme le principal et seul dirigeant politique. 
En 1976, des affrontements ouverts entre les membres des deux plus grandes organisations marxistes-léninistes (l'Ihapa et le MEISON) commencent dans le pays. Ils se transforment en meurtres de partisans de Mengistu Haile Mariam et d'employés du gouvernement. Ainsi, Theodoros Bekel et Themeslin Medé — des dirigeants syndicaux — sont tués. En septembre 1976, des militants de l'Ihapa attaquent Mengistu Haile Mariam lui-même, ce qui met ce dernier en colère.
Le 3 février 1977, Tafari Benti, accusé de favoriser l'Ihapa, est abattu avec 7 autres membres du Derg ; Mengistu lui succède comme chef de l'État éthiopien.